# ウクレレサンドイッチ
『ウクレレサンドイッチ』とは、六代目三遊亭円楽による新作落語の演目である。

## 構成
時々に応じて自在にネタを組み変えられる小噺集としての側面が強く、古典、新作を問わず様々な噺の枕にも多用している。

## あらすじ
ハワイ旅行へ行った6代目円楽がサンドイッチを食べようとレストランに行き、メニューをもらったところ「ウクレレサンドイッチ」と書かれてあった。店主に「どうしてウクレレサンドイッチ?」「形がウクレレなの?」「パイナップルは入ってるの?」と訊ねてみると、店員は「食べてみればわかります」としか言わない。注文して食べて見ると、サンドイッチが崩れ、服にかかってしまった。それを払おうと手で叩く姿が、まるでウクレレを弾く動きにそっくりだった。